# Славейко Матов
Славейко Матов е български общественик, деец на Съюза на македонските емигрантски организации.

## Биография
Славейко Матов е роден в град Велес, тогава в Османската империя. Завършва в 1889 година с четвъртия випуск Солунската българска мъжка гимназия. Завършва право. Подпомага дейността на Вътрешната македонска революционна организация. Член е на Македонския научен институт. През Първата световна война е запасен подпоручик, адютант в Софийско командно управление. През октомври 1920 година на Втория велик събор е избран за член на Изпълнителния комитет на Съюзна на македонските братства заедно с д-р Иван Каранджулов, Никола Стоянов, Христо Станишев, Наум Томалевски, д-р Божирад Татарчев, Никола Дишков, Петър Глушков, Яков Янков и Христо Попов. Участва като делегат от Велешкото благотворително братство в обединителния конгрес на Македонската федеративна организация и Съюза на македонските емигрантски организации от януари 1923 година.
Умира в 1951 година в София.